# Sofía Franco
Sofía Franco Ayllón (Lima, 25 de septiembre de 1977) es una presentadora de televisión peruana.

## Biografía
Franco empezó muy joven realizando shows para niños y trabajando como modelo para campañas publicitarias. 
En el año 1991, participó en el programa concurso Buscando a la paquita peruana, conducido por Gian Marco y Mari Pili Barreda, donde resultó finalista.
Sus siguientes trabajos fueron como modelo del programa A mi manera y como copresentadora de 3, 2, 1... ¡juego!
Posteriormente, Franco acompañó en la conducción a Gian Marco Zignago en el programa Campaneando (1997).
Entre 1997 y 1999, fue reportera y conductora de Fin de semana, por América Televisión.
En el año 1998, fue coanimadora del Festival de Viña del Mar junto con Antonio Vodanovic. En ese evento, fue elegida reina del festival por la prensa especializada en espectáculos de Chile.
Regresó al Perú en el año 2004, tras haber radicado en Estados Unidos por cuatro años, como presentadora del programa de telerrealidad Superstar, por Panamericana Televisión.
Entre enero y noviembre de 2005, Franco condujo dos producciones de Panamericana Televisión: empezó a conducir el bloque de espectáculos del noticiero matutino Buenos días, Perú y seguidamente también el programa Gente dmente.
Entre 2006 y 2007, Franco condujo el programa Bloop TV, junto con Cristian Rivero, por Frecuencia Latina.
En el año 2006, también participó en un episodio de la serie policial Detrás del crimen.
Entre 2007 y 2009, Franco condujo al magacín dominical Ayer y hoy.
Entre 2009 y 2012, en Frecuencia Latina, empezó a conducir el bloque de espectáculos del noticiero A primera hora, condujo brevemente el programa Amor, amor, amor, por el mismo canal, y retomó el programa el año siguiente junto con Rodrigo González. También condujo el programa Espectáculos, en las mañanas, reemplazando a Karen Schwarz.
El año siguiente, dejó ambos espacios a causa de la llegada de su primer hijo. Fue reemplazada en la conducción de los dos programas.
El 26 de marzo de 2012, hizo público su embarazo en el programa de televisión que condujo. Por tal motivo, en agosto del mismo año, se alejó temporalmente de la televisión. Franco dio a luz en septiembre del mismo año.
Franco regresó a la televisión, entre enero y abril de 2013, como reportera del programa nocturno La noche es mía, donde laboró pocos meses.
Posteriormente, debutó como locutora de radio en Radio Capital.
Franco, entre 2013 y 2016, condujo el programa Al aire, por América Televisión, junto con Maju Mantilla.
Franco concursó en el programa de telerrealidad de baile El gran show: Segunda temporada, conducido por Gisela Valcárcel, donde obtuvo el octavo puesto tras dos meses de competencia.
Entre enero y noviembre de 2017, se sumó a las filas de ATV en la conducción del programa Cuéntamelo todo.
Sofía Franco se casó por civil con el abogado Álvaro Paz de la Barra en una ceremonia íntima en septiembre de 2018, días antes de los comicios municipales, donde él participó y ganó en La Molina.

## Créditos
| Año       | Título                           | Rol                   | Notas                      |
| --------- | -------------------------------- | --------------------- | -------------------------- |
| 1991      | Buscando a la paquita peruana    | Concursante           | Finalista                  |
| 1995-96   | A mi manera                      | Modelo                |                            |
| 1996      | 3, 2, 1... ¡juego!               | Copresentadora        |                            |
| 1997      | Campaneando                      | Copresentadora        |                            |
| 1997-99   | Fin de semana                    | Reportera             |                            |
| 2000      | Primer impacto: Edición nacional | Presentadora          |                            |
| 2004      | Superstar                        | Presentadora          |                            |
| 2005      | Buenos días, Perú                | Presentadora          | Bloque de espectáculos     |
| 2005      | Gente dmente                     | Presentadora          |                            |
| 2006      | Detrás del crimen                | Daniela               | Episodio: «El caso Utopía» |
| 2006-07   | Bloop TV                         | Presentadora          |                            |
| 2007-09   | Ayer y hoy                       | Presentadora          |                            |
| 2008      | Véalo mejor                      | Presentadora          |                            |
| 2009-11   | A primera hora                   | Presentadora          | Bloque de espectáculos     |
| 2010-2012 | Amor, amor, amor                 | Presentadora          |                            |
| 2011-2012 | Espectáculos                     | Presentadora          |                            |
| 2013      | La noche es mía                  | Reportera             |                            |
| 2013-16   | Al aire                          | Presentadora          |                            |
| 2013-14   | Esto es guerra                   | Presentadora invitada |                            |
| 2015      | El gran show: Segunda temporada  | Concursante           | 8.º puesto                 |
| 2017      | Cuéntamelo todo                  | Presentadora          |                            |
| 2023      | América hoy                      | Colaboradora          | Magacín de espectáculos    |
| 2024      | De primera mano                  | Corresponsal          | Programa mexicano          |